# С-72
С-72 (ПЗС-45)— советская опытовая средняя дизель-электрическая подводная лодка проекта 613А, 613АД. Использовалась при отработке ПКР П-70 «Аметист»

## История[1]
13 ноября 1951 года С-72 была зачислена в списки кораблей ВМФ. Заложена 18 ноября 1952 года на Черноморском судостроительном заводе им. А. Марти в Николаеве. 24 мая 1953 года спущена на воду. 20 сентября 1953 года вступила в строй, 29 сентября включена в состав 21-й дивизии подводных лодок Черноморского флота.
В Июне 1956 года вошла в состав 155-й отдельной Констанцской ордена Ушакова I степени БрПЛ с базированием в Балаклаве.
В 1961 году на Черноморском судостроительном заводе начато переоборудование лодки по проекту 613А  под испытания ракетного комплекса П-70 Аметист. Из-за многочисленных изменений, вносимых ОКБ-52 и НИИ-49, заводские и ходовые испытания были закончены только в июне 1962 года. Во время ходовых испытаний подводная лодка перешла в Балаклаву.
Уже в июле 1962 года подводная лодка произвела два успешных пуска противокорабельной ракеты П-70 «Аметист». Декабрь 1962 года — испытания перенесены на полигон «Песчаная балка». Первые стрельбы с С-72, оказались неудачными.
Декабрь 1963 года — лодка отозвана из «Песчаной Балки» в Николаев на Черноморский судостроительный завод, для переоборудования по проекту 613АД. С января по июль 1964 года выполнены работы по переоборудованию ПЛ, проведены швартовые и ходовые испытания. 9 июля 1964 года ПЛ С-72 проекта 613АД вступила в строй.
Июль — декабрь 1964 года — продолжились работы по программе второго этапа испытаний ПКР П-70 «Аметист» — выполнено 6 пусков .
24 апреля 1965 года С-72 отнесена к подклассу опытовых подводных лодок. Входила в состав 381-го отдельного Севастопольского Краснознаменного дивизиона Черноморского флота (Феодосия). Март 1965 — сентябрь 1966 года — лодка обеспечивает третий этап испытаний ракетного комплекса П-70 «Аметист», в ходе которого выполнено 13 пусков.
30 марта 1967 года лодка вошла в состав 381-го отдельного Севастопольского Краснознаменного дивизиона 14-й ДиПЛ Черноморского флота (ЧФ) (Феодосия). В 1968 году C-72 получила звание «отличной».
1 ноября 1970 года вошла в состав 27-й БрПЛ 14-й ДиПЛ ЧФ (базирование на Феодосию).
26 января 1971 года выведена из боевого состава и переформирована в ПЗС. 27 марта 1971 года С-72 переименована в ПЗС-45.
12 марта 1974 года была расформирована. 3 октября 1974 года исключена из списков судов ВМФ в связи со сдачей для демонтажа и реализации. В 1975 году в пос. Инкерман, на Севастопольской базе «Главвторчермета», С-72 (ПЗС-45) разделана на металл.

## Командиры
- Дягилев П.
- Пронкин В.
- Элиас В.
- Столяров Н. (1961—1966 гг.)
- Быков А. (1967—1968 гг.)